# Monasterio de San Jerónimo (Baza)
El antiguo Monasterio de San Jerónimo o Monasterio de Nuestra Señora de la Piedad es un inmueble situado en la localidad española de Baza, provincia de Granada.

## Historia
El Monasterio de San Jerónimo de Baza se relaciona con el tipo de edificios que tras la conquista del Reino de Granada fueron levantados a lo largo y ancho del mismo, con el fin de crear una estructura religiosa estable en medio de una población de tradición musulmana. Sus fundadores, don Enrique Enríquez y doña María de Luna, encargaron la construcción a su mayordomo García de Villarroel.
La construcción del monasterio para la orden de los Jerónimos se terminó en torno a 1502, primeros años del siglo XVI. La posible mala calidad de la construcción inicial, debido a la premura de su ejecución y a la serie de terremotos que sufrió Baza en el primer tercio del siglo (en 1520, 1522 y especialmente el que tuvo lugar en la madrugada del 30 de septiembre de 1531), provocaron el derrumbe de la mayor parte de lo construido. Años después, entre 1535 y 1540, se acometió la reconstrucción, incluyendo la iglesia donde los fundadores querían ser enterrados: Enrique Enríquez debía ser enterrado en la capilla mayor de la iglesia en el lado del evangelio y María de Luna en el de la epístola. En 1535, el maestro cantero vizcaíno Juan de Sasín firmó un contrato de construcción con el prior fray Cristóbal de Andújar, quien un año antes había contratado también la terminación de la torre de la iglesia.
El monasterio jugó desde su fundación un importante papel en diferentes aspectos de la historia y del urbanismo bastetano. Su implantación se relaciona de forma directa con la oligarquía de la ciudad a través de sus comitentes, la familia Enríquez, y de otros personajes destacados de la época, de modo que rápidamente adquirió un importante patrimonio gracias a las donaciones de todos ellos en forma de tierras, inmuebles, censos, ganados, etc., llegando a convertirse en uno de los principales propietarios de la comarca bastetana.
Respecto a la escala urbana, el conjunto de la iglesia y demás dependencias del monasterio llegaron a adquirir enormes dimensiones en comparación con el abigarrado callejero de la antigua ciudad musulmana recién conquistada. El monasterio pasó a representar el nuevo poder religioso de la ciudad y se convirtió tras la conquista cristiana en el hito más significativo de la urbanística bastetana a extramuros de la medina musulmana, dando origen a nuevos viales como la propia carrera de Palacio, que comunicaba estas implantaciones con el antiguo caserío medieval.
San Jerónimo fue una pieza clave en la Baza de la Edad Moderna, entre los siglos XVI al XVIII, hasta su decadencia en el XIX, iniciada con la ocupación de los franceses durante la Guerra de la Independencia, que convirtieron la iglesia y dependencias monacales en caballerizas y acuartelamiento de sus tropas. Iniciado su declive, siguió un proceso similar al de tantos otros conventos e iglesias en todo el país. Tras las desamortizaciones eclesiásticas del siglo XIX, la iglesia siguió abierta al culto de forma intermitente hasta la guerra civil (1936-1939), pero el resto de sus dependencias fueron transformadas en viviendas, almacenes y espacios fabriles, perdiendo paulatinamente su pujanza y fisonomía anteriores, pese a lo cual, el monasterio sigue teniendo una fuerte presencia en la ciudad y en el imaginario colectivo.

## Desarrollo y descripción de la iglesia y el monasterio

### La iglesia
El proyecto del siglo XVI correspondía al tipo de iglesia de una sola nave, con crucero para generar el espacio del presbiterio, que toma como fondo una cabecera ochavada, que viene formalizada por una serie de contrafuertes exteriores que proporcionan estabilidad al conjunto murario. La cabecera presenta formalmente rasgos que la identifican con el estilo tardogótico del siglo XVI, como era usual en las fundaciones ligadas a los Reyes Católicos, compuesta por pilares nervados que sustentan bóvedas de plementería estrellada. Estos pilares, que conforman la cabecera de la nave y el crucero, presentan rasgos que hablan de la transición del gótico al renacimiento, puesto que contienen elementos cercanos a las formas platerescas, como la molduración de ovas y dardos de las basas de los pilares y, sobre todo, de las líneas de cornisa, que interrumpen la continuidad de los nervios que ascienden desde el suelo para construir las bóvedas.
En el crucero destacan las ventanas de medio punto abocinadas enmarcadas por dos bandas de rosetas contenidas en una cuadrícula. De igual modo son de resaltar los escudos nobiliarios correspondientes al matrimonio Enríquez-Manríque, situados en los brazos del crucero; el escudo del brazo norte corresponde a Francisca Manrique, hija de Juan Chacón, Adelantado de Murcia, hermana del primer Marqués de los Vélez, y esposa de Enrique Enríquez de Guzmán y Enríquez, a quien corresponde el escudo del brazo sur, hijo de Teresa Enríquez y nieto de los fundadores del linaje, que también fue conocido como Enrique Enríquez, el segundo, muerto en 1540 y que tuvo a su cargo la obra de la capilla mayor.
Este primer proyecto gótico fue abandonado una vez concluidos la cabecera y el crucero. Exteriormente se puede comprobar cómo la nave principal se adosa al crucero, diferenciándose la fábrica, que ahora aparece de mampostería no concertada, y la cornisa que hace de remate de la nueva estructura, modulada con perfiles toscanos. La nueva nave responde a un esquema diferente, siendo capaz de generar otras menores a ambos lados.
La sacristía se construyó a partir de 1588 y en ella intervinieron los canteros Jusepe Díaz y su padre Luis Antón. No obstante, con anterioridad ya se habría contratado el 10 de septiembre de 1578 con Rodrigo de Gibaja, quien no ejecutó la obra, cediéndola al cantero Pedro de Arroyo que tampoco la llevó a cabo. La sacristía es contemporánea de la generación de la nave lateral, pues tanto unos muros como otros están construidos con tapial y verdugadas de ladrillos cerámicos macizos, y ambas cubiertas se hicieron con rollizos de madera. En un momento posterior se construyeron las actuales bóvedas semiesféricas sobre pechinas de la sacristía, realizadas con doble rosca de ladrillo y revoco de yeso.
En la nave principal el repertorio tardo gótico desapareció por completo. La bóveda de cañón está sostenida por un total de seis arcos fajones que apoyan en la línea de cornisa, simulando ser el entablamento de parejas de pilastras de las que solo se insinúa el capitel, no apareciendo el resto del desarrollo. Los muros de la nave están articulados por seis arcos de medio punto entre pilastras cuadradas rematadas con un listel desde donde se inicia el arco, siendo éste el orden menor de la nave y el mayor el de la línea de coronación del muro. En un tercer momento, probablemente en las últimas décadas del seiscientos, se decide la construcción del coro a los pies de la nave, para lo que se arrancó desde los mismos huecos del muro, que se hicieron menores para albergar la nueva estructura.
La fachada fue contratada en junio de 1690 con el alarife granadino Diego González, por el que se obligaba a levantar el muro de fachada de cantería y que sobre la imposta debían abrirse tres nichos de medio punto, los cuales se quedaron en uno y una ventana sobre él. Así mismo se comprometía a levantar la pared norte con una altura de once varas, realizada en mampostería, con un postigo para la entrada al coro y una tribuna para el órgano, que hoy día está desaparecida. La fachada, que se ejecutó mediante sillares, presenta hueco de entrada de medio punto y otros dos menores a los lados que con posterioridad fueron cegados. Una cornisa, a modo de listel, modula la fachada, separando el piso correspondiente al coro. Aparece también una hornacina flanqueada por pilastras toscanas y frontón partido con una ménsula con decoración vegetal y un escudo obispal. Aún por encima se abre una ventana de arco de medio punto que ilumina directamente el coro de los pies de la nave. Como remate de toda la composición se encuentra la gran cornisa toscana de piedra a que hacia referencia el contrato de 1690, reservada por la cubierta de tejas a dos aguas.
En el interior de la iglesia aún es posible identificar restos de las pinturas murales que la decoraron. En diferentes zonas del templo, tanto de la capilla mayor como de la nave principal y capillas laterales, se conservan restos de decoraciones pintadas que abarcan, en cuanto a técnicas y estilos, desde algunas probables del siglo XVI, en la capilla mayor, hasta las más abundantes a base de hojarascas y otros motivos característicos del XVIII, que dominan en la bóveda de la nave principal, enmarcando los lunetos y cartelas de la clave de la misma así como en el coro, y en el intradós de los arcos que separan la nave principal de las capillas laterales. A esta decoración pintada se superpone otra más reciente del XIX e incluso del XX, presentes fundamentalmente en la cornisa interior de la bóveda de cañón, en la capilla mayor y en las capillas cegadas del lado sur de la nave principal. Por su parte la torre, de fábrica de ladrillo de factura y estilo claramente mudéjar, se corona por una cornisa de canecillos de ladrillo y con una cubierta a cuatro aguas.

### El convento
La estructura conventual más relevante, de la que algunos restos atestiguan su valor, es la correspondiente a la zona del edificio que constituye la fachada este de la plaza de San Jerónimo, en la que se presenta restos de la fábrica del claustro. En dicha zona se reconocen perfectamente los espacios ligados a la actividad diaria de los frailes, con las bóvedas de aristas ejecutadas con yeso y decoradas con motivos barrocos, son la que corresponden con el refectorio y con la entrada al propio monasterio. La estructura, en dos crujías, estuvo ocupada desde las primeras décadas del siglo XX por una fábrica harinera. Los restos que permanecen del claustro, contratados al cantero Juan García de Gibaja en 1554, impresionan por su escala y corrección según el estilo renacentista más puro. Toda la piedra que se utilizó procede de las canteras de Bácor y los fragmentos que se conservan pertenecen al cuerpo bajo y primero. El inferior está organizado por un orden toscano de pilastras adosadas al muro elevadas sobre un plinto sobre las que corre un entablamento dórico de metopas sin decorar y triglifos con seis gotas. Entre las pilastras se abren los arcos de medio punto, cuya línea de imposta se marca con una moldura que hace las veces de capitel.
El inmueble se adapta al trazado viario del antiguo caserío situado entre las calles Rabalía Baja y Tabernica, de forma que al llegar a la esquina genera una fachada perpendicular a la calle, realizada de sillería en su estructura principal pero con los entrepaños de mampostería. Se organiza en tres plantas y ritmada por huecos de ventanas en su planta baja, a los que corresponden en la planta alta unos balcones volados de piedra. Esta fachada, en el vértice que se unía a las crujías paralelas a la plaza de san Jerónimo, presentaba refuerzo con sillares redondeados para facilitar la entrada de carros hacia el interior del segundo patio, en donde se organizaban las actividades ligadas a la producción: almazara y bodega. Estos espacios están cubiertos con una potente bóveda de cañón, ejecutada con hormigón de piedras y cal, de los que todavía se reconocen restos de interés, en especial del lagar donde se encontraban las tinajas para el vino.
En el extremo de estas construcciones se conserva parcialmente una torre contrapeso ligada a la almazara o a la bodega, levantada sobre unas hiladas de sillares de buena factura sobre los que se desarrollan muros de mampostería con esquinas de ladrillo. La torre sobresale de la línea de fachada del lado sur del monasterio varios metros, realineándose el resto de la calle a partir de la misma, y a su vez hace esquina con el muro de sillares que desde este punto, en dirección norte, separaba las dependencias del monasterio de las huertas y a cuyos pies transcurre el caz mayor. Del primitivo edificio conventual, en la zona este, junto al brazo sur del crucero de la iglesia, hay unas estancias que conservan elementos arquitectónicos de cantería en puertas y ventanas, con cierto repertorio estilístico de transición hacia formas manieristas. Por último, el muro de contención citado, que permite el cambio de cota desde el claustro del convento hasta el caz mayor, está ejecutado en sillería y presenta huecos cegados.
En las dos crujías que generan la fachada norte de la plaza de San Jerónimo está ubicada una antigua fábrica de harinas construida en las primeras décadas del siglo XX tras la desamortización del inmueble, en la que aún se conservan parte de las dependencias dedicadas a la vida monástica cotidiana. Esta fábrica de harinas es de planta rectangular, de unos 150 metros cuadrados y con dos plantas de altura, y alberga numerosas máquinas, herramientas y material de archivo que confieren al conjunto un valor añadido. Se trata de una fábrica moderna, tal como apunta su abastecimiento energético eléctrico y el tipo de maquinaria empleada. En la planta baja se encuentran las tres paradas de molienda, que aún conservan las piedras soleras y volanderas, además de los guardapolvos de madera que protegían cada parada para evitar la caída de la harina. Junto a las paradas se encuentran dos cabrias que servían para cambiar las piedras cuando se desgastaban o era necesario picarlas para rehacer las regatas. Junto a estas tres paradas de piedra se encuentran dos molinos eléctricos, que sustituyeron a los molinos de piedra y que cuentan con el sistema de conducciones que introducían en su interior el grano y que lo sacaban una vez molido para llevarlo a las máquinas de limpia.
En la segunda planta se encuentra la maquinaria que intervenía en la limpia del grano y de la harina. Las máquinas se comunican a través de las conducciones de madera de sección cuadrada entre ambas plantas; por el interior de las conducciones circulaba una cinta de cangilones que transportaba la materia prima.

## Situación en elsigloXXI
El Monasterio de San Jerónimo de Baza ha llegado hasta el siglo XXI parcialmente, transformado tras su desamortización y adaptación a los usos que posteriormente soportó el inmueble, fundamentalmente a partir del primer tercio del siglo XX, cuando se construyeron en su recinto una aserradora, una almazara, una fábrica de harinas y almacenes, además de las modificaciones llevadas a cabo para adaptarlo como vivienda en varias zonas del mismo.
Todavía se conservan destacados elementos del antiguo monasterio, como la iglesia y algunas partes de las dependencias monacales, ocupadas por una vivienda privada; en las zonas dedicadas a actividades industriales destaca la fábrica de harinas instalada en el primer tercio del siglo XX, perfectamente conservada, la cual constituye en sí misma otro elemento patrimonial de valor. Hay que añadir la zona dedicada a lagar, bodega y almazara, situada en el extremo sureste del recinto, además de un potente muro de sillares, que debió separar en su tiempo las edificaciones del monasterio de su huerta, junto al que discurre el caz mayor, principal conducción de agua hacia el interior de la ciudad desde la época musulmana.
En el caso de la iglesia, sus dimensiones y valores arquitectónicos, su fábrica y los numerosos restos de pinturas murales conservados bajo los encalados posteriores, la convierten en el segundo templo en importancia patrimonial de la ciudad tras la iglesia Mayor, constituyendo aún en la actualidad el destino de la procesión de la patrona de Baza, santa Bárbara. Las dependencias monacales ocupadas por la vivienda privada conservan, ocultos bajo las adaptaciones contemporáneas, elementos de gran valor como los alfarjes policromados que se han documentado.
La antigua fábrica de harinas constituye un claro exponente de un momento histórico fundamental en la historia de España y Andalucía, consistente en el paso a manos civiles de gran parte del patrimonio eclesiástico en un contexto social determinado por las revoluciones liberales.

## Estatus patrimonial
El Monasterio de San Jerónimo de Baza fue declarado bien de interés cultural, con la categoría de Monumento e inscrito como tal en el inventario del Patrimonio Histórico Andaluz por Decreto 170/2017, de 24 de octubre, de la Junta de Andalucía con la denominación «Antiguo Monasterio de San Jerónimo de Baza» y goza del nivel de protección establecido para dichos bienes en la Ley 14/2007, de 26 de noviembre, del Patrimonio Histórico de Andalucía.
Junto al inmueble quedaron bajo la protección como bien de interés cultural los bienes muebles que constituían herramientas y accesorios ubicados en la fábrica de harinas relacionados con la producción de harina o con el mantenimiento de la fábrica, así como aquellas partes de la maquinaria que se encontrasen separadas de su lugar original y la colección documental del archivo de la antigua fábrica de harina, ubicado en una de las dependencias anexas a la misma. Dicho conjunto está compuesto por libros de contabilidad, que suman 150 tomos, además de 200 carpetas con documentos varios.